# 西城乡 (黎川县)
西城乡，是中华人民共和国江西省抚州市黎川县下辖的一个乡镇级行政单位。

## 行政区划
西城乡下辖以下地区：
新城社区、新桥村、河樟村、丰南村、樟源村、五通村、芦坑村、梅源村和余坑村。